# Palads Teatret
El Palads Teatret también conocido simplemente como el Palads, es un cine operado por Nordisk Film en el centro de la ciudad de Copenhague, la capital del país europeo de Dinamarca. Ofrece una amplia selección de películas en sus 17 salas, más que en ningún otro cine danés. El Palads se estableció en la antigua estación de tren central de Copenhague sobre Axeltorv que había dejado de operar en 1911 tras la construcción de una nueva estación. Después de importantes obras de reconstrucción, el cine se abrió el 18 de octubre de 1912. Con cerca de 3.000 asientos y una orquesta, se convirtió en el mayor centro de ocio de Escandinavia en su momento.